# Luis Benítez de Lugo
Luis Juan Francisco Benítez de Lugo y Ascanio (Madrid, 10 marzo 1916 – Las Palmas de Gran Canaria, 21 dicembre 2008) è stato un politico, sportivo e militare spagnolo, noto per essere stato il 18º presidente dell'Atlético Madrid, dal 1952 al 1955.

## Biografia
Luis Benítez de Lugo nacque a Madrid da Luis Benítez de Lugo y Brier, viii marchese di La Florida, e da Juana de Jesús de Ascanio y García, famiglia di discendenza canaria in possesso di vari titoli nobiliari, tra cui, a partire dal 1685 il marchesato di La Florida.
Iniziò a studiare diritto negli anni '30, ma all'inizio della guerra civile spagnola il partito Falange in cui militava lo face trasferire all'ambasciata spagnola in Francia e si accorpò al Bando nacional, combattendo come alfiere provvisorio. Fu ferito nelle battaglie di Teruel e dell'Ebro, ottenendo diverse onorificenze.
Il 5 giugno 1937 sposò María del Rosario Massieu y Fernández del Campo, iii marchesa di Arucas
Fu uno stimato sportivo, si distinse nel tennis vincendo la Coppa del Re nel 1946 e nel 1947. Ottenne la presidenza di 17 federazioni nazionali, tra cui quella del nuoto tra il 1968 e il 1972, che gli fece ottenere la medaglia d'argento dell'Ordine reale del merito sportivo.
Il 16 giugno 1952 vinse le elezioni per succedere a Cesáreo Galíndez come presidente dell'Atlético Madrid. Proprio durante la presidenza Galíndez, Benítez de Lugo era stato suo tesoriere. Il suo mandato si concluse il 20 maggio 1955, a causa di uno scontro avuto con la Delegación Nacional de Educación Física y Deportes, per la sua intenzione di portare la squadra in tournée in America per raccogliere fondi con l'opposizione governativa. Al suo posto gli successe Jesús Suevos.
Fu altresì presidente della Hermandad de Alféreces Provisionales, un'organizzazione di ex combattenti di estrema destra in Spagna, di stampo franchista.

## Riconoscimenti, Candidature e Distinzioni
- Medaglia d'argento dell'Ordine reale del merito sportivo.